# Queso panela
El queso panela es un queso fresco, suave y blanco de leche pasteurizada de vaca, no requiere maduración, se produce de cuajadas semi desueradas. Servido más a menudo como parte de una bandeja de aperitivo o como bocado. 
Es muy utilizado en diversas comidas mexicanas, como en algunas variantes de preparación del famoso guacamole.